# Phalarope de Wilson
Phalaropus tricolor
Espèce
Statut de conservation UICN

 LC  : Préoccupation mineure
Le Phalarope de Wilson (Phalaropus tricolor), également appelé phalarope culblanc, est une espèce d'oiseaux de la famille des Scolopacidae, parfois placée dans son propre genre, monotypique, Steganopus.

## Nomenclature
Son nom est dédié à l'ornithologue Alexander Wilson (1766-1813).

## Habitat et répartition

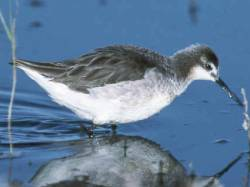
plumage d'hiver

Cet oiseau vit dans la Grande Prairie, du sud du Canada au centre des États-Unis ; il hiverne en Amérique du Sud.

## Mensurations
Il mesure 22 - 24 cm pour une envergure de 35 - 43 cm.

## Alimentation
Il se nourrit entre autres d'insectes : de diptères, de scarabées...